# Dauphin (circonscription électorale)
Pour les articles homonymes, voir Dauphin (homonymie).
Circonscription électorale provinciale du Canada
Dauphin est une circonscription électorale provinciale du Manitoba (Canada). La circonscription est représentée à l'Assemblée législative depuis 1883 et fut connu sous le nom de Dauphin-Roblin de 1999 à 2011.

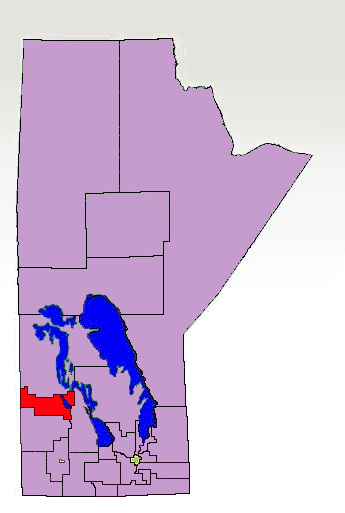
Circonscription de Dauphin-Roblin de 1999 à 2011

## Liste des députés
| Dauphin        | Dauphin                 | Dauphin                   | Dauphin        | Dauphin     | Dauphin |
| Nom            | Nom                     | Parti                     | Mandat         | Législature |         |
| -------------- | ----------------------- | ------------------------- | -------------- | ----------- | ------- |
|                | John Andrew Davidson    | Libéral                   | 1881 - 1882    | 4e          |         |
|                | John Andrew Davidson    | Libéral-conservateur      | 1882 - 1883    | 4e          |         |
|                | John Andrew Davidson    | Libéral-conservateur      | 1883 - 1886    | 5e          |         |
|                |                         |                           |                |             |         |
|                | Theodore Arthur Burrows | Libéral-conservateur      | 1892 - 1896    | 8e          |         |
|                | Theodore Arthur Burrows | Libéral                   | 1896 - 1899    | 9e          |         |
|                | Theodore Arthur Burrows | Libéral                   | 1899 - 1903    | 10e         |         |
|                | John Gunne              | Conservateur              | 1903 - 1907    | 11e         |         |
|                | John A. Campbell        | Libéral                   | 1907 - 1910    | 12e         |         |
|                | James G. Harvey         | Conservateur              | 1910 - 1914    | 13e         |         |
|                | William Buchanan        | Conservateur              | 1914 - 1915    | 14e         |         |
|                | William J. Harrington   | Libéral                   | 1915 - 1920    | 15e         |         |
|                | George Hastings Palmer  | Travailliste              | 1920 - 1920    | 16e         |         |
|                | George Hastings Palmer  | Travailliste indépendant  | 1920 - 1922    | 16e         |         |
|                | Archibald Esplen        | Libéral                   | 1922 - 1927    | 17e         |         |
|                | Archibald Esplen        | Conservateur              | 1927 - 1932    | 18e         |         |
|                | Robert Hawkins          | Libéral-progressiste      | 1932 - 1936    | 19e         |         |
|                | Robert Hawkins          | Libéral-progressiste      | 1936 - 1941    | 20e         |         |
|                | Robert Hawkins          | Libéral-progressiste      | 1941 - 1945    | 21e         |         |
|                | Robert Hawkins          | Libéral-progressiste      | 1945 - 1949    | 22e         |         |
|                | Ernest McGirr           | Conservateur              | 1949 - 1953    | 23e         |         |
|                | William Bullmore        | Créditiste                | 1953 - 1958    | 24e         |         |
|                | William Bullmore        | Indépendant               | 1958 - 1958    | 24e         |         |
|                | Stewart McLean          | Conservateur              | 1958 - 1959    | 25e         |         |
|                | Stewart McLean          | Conservateur              | 1959 - 1962    | 26e         |         |
|                | Stewart McLean          | Conservateur              | 1962 - 1966    | 27e         |         |
|                | Stewart McLean          | Conservateur              | 1966 - 1969    | 28e         |         |
|                | Peter Burtniak          | Néo-démocrate             | 1969 - 1973    | 29e         |         |
|                | Peter Burtniak          | Néo-démocrate             | 1973 - 1977    | 30e         |         |
|                | John Galbraith          | Progressiste-conservateur | 1977 - 1981    | 31e         |         |
|                | John Plohman            | Néo-démocrate             | 1981 - 1986    | 32e         |         |
|                | John Plohman            | Néo-démocrate             | 1986 - 1988    | 33e         |         |
|                | John Plohman            | Néo-démocrate             | 1988 - 1990    | 34e         |         |
|                | John Plohman            | Néo-démocrate             | 1990 - 1995    | 35e         |         |
|                | Stan Struthers          | Néo-démocrate             | 1995 - 1999    | 36e         |         |
| Dauphin-Roblin |                         |                           |                |             |         |
|                | Stan Struthers          | Néo-démocrate             | 1999 - 2003    | 37e         |         |
|                | Stan Struthers          | Néo-démocrate             | 2003 - 2007    | 38e         |         |
|                | Stan Struthers          | Néo-démocrate             | 2007 - 2011    | 39e         |         |
| Dauphin        |                         |                           |                |             |         |
|                | Stan Struthers          | Néo-démocrate             | 2011 - 2016    | 40e         |         |
|                | Brad Michaleski         | Progressiste-conservateur | 2016 - 2019    | 41e         |         |
|                | Brad Michaleski         | Progressiste-conservateur | 2019 - 2023    | 42e         |         |
|                | Ron Kostyshyn (en)      | Néo-démocrate             | 2023 - présent | 43e         |         |